# Ginglymocladus discoidea
Ginglymocladus discoidea is een keversoort uit de familie Omethidae. De wetenschappelijke naam van de soort is voor het eerst geldig gepubliceerd in 1918 door Van Dyke.